# Paseo de Pereda
El paseo de Pereda es una extensa calle de la ciudad de Santander, en Cantabria (España). Situada en el centro urbano, alberga un largo paseo paralelo a línea del muelle, y llega hasta Puertochico. Se contempla a lo largo del mismo toda de la bahía de Santander. El paseo toma el nombre del escritor cántabro, nacido en Polanco, José Maria de Pereda.

## Historia
El incendio de 1941 no afectó a esta vía céntrica, por lo que es una de las más antiguas de la ciudad. Forma un conjunto de edificaciones que van desde fines del siglo XVIII a principios del siglo XX. Hace unos años fue declarado Conjunto Histórico-Artístico.
En el siglo XIX, lo que hoy es el paseo de Pereda, eran muelles mercantiles y los bajos de los edificios eran ocupados por almacenes, navieros y comerciantes. En el paseo de Pereda se encuentran algunos de los edificios más emblemáticos y bellos de la ciudad como el Palacio de la Compañía Trasatlántica Española, destinado en el siglo XIX a hotel, aunque su destino inicial no llegaría a producirse nunca.
Cabe destacar también el edificio que se destina a sede central del Banco de Santander, obra del arquitecto Javier González de Riancho, con popular arco sobre la calle del Martillo y coronado con esculturas de Blanes, fue construido sobre 1940.